# Чертково (Селивановский район)
Чертко́во — деревня в Селивановском районе Владимирской области России. Административный центр Чертковского сельского поселения.

## География
Деревня расположена в 18 км на северо-восток от райцентра Красной Горбатки.

## История
До упразднения уездно-губернского деления деревня являлась центром Павловской волости Вязниковского уезда, с 1924 года — в составе Сергиево-Горской волости.
С 1929 года — центр Чертковского сельсовета Селивановского района, с 2005 года — центр Чертковского сельского поселения.

## Население
| 1859 | 1897 | 1905 | 1926 | 2002 | 2010 | 2021 |
| ---- | ---- | ---- | ---- | ---- | ---- | ---- |
| 476  | ↗687 | ↘675 | ↗871 | ↘357 | ↘295 | ↘250 |

## Инфраструктура
В деревне имеются дом культуры, библиотека, фельдшерско-акушерский пункт, отделение почтовой связи. До 2013 года в деревне действовала Чертковская начальная общеобразовательная школа.

## Достопримечательности
В селе находится действующая Церковь Александра Невского (2014).
В 1 км к югу по автодороге  в Старозамотринском погосте расположены руины Церкви Николая Чудотворца.

## Транспорт
Автобусное сообщение с райцентром.